# Liste der aktiven Straßenbahnen in Deutschland
|  | Dieser Artikel wurde aufgrund von akuten inhaltlichen oder formalen Mängeln auf der Qualitätssicherungsseite des Portals Bahn eingetragen. Bitte hilf mit, die Mängel dieses Artikels zu beseitigen, und beteilige dich bitte an der Diskussion. Artikel, die nicht signifikant verbessert werden, können gelöscht werden. |

Diese Liste der aktiven Straßenbahnen in Deutschland zeigt die wichtigsten Informationen über alle aktiven Straßenbahn und Stadtbahnnetz in Deutschland. Es sind neben der Stadt und dem Bundesland der Typ (Straßenbahn, Stadtbahn oder Tram-Train), die Spurweite, Streckenlängen, Linienanzahl, die Zahl der Stationen, Betriebshöfe und aller im aktiven Liniendienst genutzten Wagen, sowie das Datum der Eröffnung, die Fahrgäste pro Jahr und der Betreiber aufgelistet. Für Stadtbahn wird die Definition hier auf Wikipedia verwendet.
| Name                                      | Stadt                    | Bundesland             | Typ         | Spurweite | Streckenlänge in km | Linien | Stationen | Betriebshöfe | Wagen | Eröffnung  | Fahrgäste pro Jahr | Betreiber                                |
| ----------------------------------------- | ------------------------ | ---------------------- | ----------- | --------- | ------------------- | ------ | --------- | ------------ | ----- | ---------- | ------------------ | ---------------------------------------- |
| Straßenbahn Freiburg im Breisgau          | Freiburg im Breisgau     | Baden-Württemberg      | Straßenbahn | 1000      | 35,7                | 5      | 76        | 1            |       | 14.10.1901 | 63.400.000         | Freiburger Verkehrs AG (VAG)             |
| Stadtbahn Stuttgart                       | Stuttgart                | Baden-Württemberg      | Stadtbahn   |           |                     |        | 210       |              |       |            |                    |                                          |
| Straßenbahn Heidelberg                    | Heidelberg               | Baden-Württemberg      | Straßenbahn | 1000      | 25,1                | 6      | 63        | 1            |       | 1885       |                    | Heidelberger Straßen- und Bergbahn       |
| Stadtbahn Karlsruhe                       | Karlsruhe                | Baden-Württemberg      | Tram-Train  | 1435      | 503,6               | 17     | 363       |              |       | 18.10.1958 | 70.400.000         | Albtal-Verkehrs-Gesellschaft             |
| Straßenbahn Mannheim/Ludwigshafen         | Mannheim                 | Baden-Württemberg      | Straßenbahn | 1000      | 67,8                |        |           |              |       |            |                    |                                          |
| Straßenbahn Ulm                           | Ulm                      | Baden-Württemberg      | Straßenbahn |           |                     |        |           |              |       |            |                    |                                          |
| Straßenbahn Augsburg                      | Augsburg                 | Bayern                 | Straßenbahn | 1000      | 49,8                | 7      | 103       | 1            |       | 08.05.881  | 43.201.000         | Augsburger Verkehrsgesellschaft          |
| Straßenbahn München                       | München                  | Bayern                 | Straßenbahn |           |                     |        |           |              |       |            |                    |                                          |
| Würzburger Versorgungs- und Verkehrs-GmbH | Würzburg                 | Bayern                 | Straßenbahn |           |                     |        |           |              |       |            |                    |                                          |
| Straßenbahn Nürnberg                      | Nürnberg                 | Bayern                 | Straßenbahn | 1435      | 38,4                | 7      | 78        | 1            | 74    |            | 39.125.000         | VAG Verkehrs-Aktiengesellschaft Nürnberg |
| Straßenbahn Berlin                        | Berlin                   | Berlin                 | Straßenbahn |           |                     |        |           |              |       |            |                    |                                          |
|                                           | Brandenburg an der Havel | Brandenburg            | Straßenbahn |           |                     |        |           |              |       |            |                    |                                          |
| Straßenbahn Cottbus                       | Cottbus                  | Brandenburg            | Straßenbahn |           |                     |        |           |              |       |            |                    |                                          |
| Straßenbahn Potsdam                       | Potsdam                  | Brandenburg            | Straßenbahn |           |                     |        |           |              |       |            |                    |                                          |
| Straßenbahn Frankfurt (Oder)              | Frankfurt (Oder)         | Brandenburg            | Straßenbahn |           |                     |        |           |              |       |            |                    |                                          |
|                                           | Schöneiche bei Berlin    | Brandenburg            | Straßenbahn |           |                     |        |           |              |       |            |                    |                                          |
| Strausberger Straßenbahn                  | Strausberg               | Brandenburg            | Straßenbahn | 1435      | 6,192               | 1      |           |              |       |            |                    |                                          |
|                                           | Woltersdorf              | Brandenburg            | Straßenbahn |           |                     |        |           |              |       |            |                    |                                          |
| Straßenbahn Bremen                        | Bremen                   | Bremen                 | Straßenbahn | 1435      | 79                  | 15     | 163       | 4            |       | 04.07.1876 |                    | Bremer Straßenbahn AG                    |
| Straßenbahn Darmstadt                     | Darmstadt                | Hessen                 | Straßenbahn | 1000      | 42                  | 10     | 164       | 3            |       | 24.11.1897 |                    |                                          |
|                                           | Frankfurt am Main        | Hessen                 | Stadtbahn   |           |                     |        |           |              |       |            |                    |                                          |
|                                           | Kassel                   | Hessen                 | Tram-Train  |           |                     |        |           |              |       |            |                    |                                          |
| Straßenbahn Rostock                       | Rostock                  | Mecklenburg-Vorpommern | Straßenbahn |           |                     |        |           |              |       | 21.05.1904 |                    |                                          |
| Straßenbahn Schwerin                      | Schwerin                 | Mecklenburg-Vorpommern | Straßenbahn |           |                     |        |           |              |       | 01.12.1908 |                    |                                          |
| Straßenbahn Braunschweig                  | Braunschweig             | Niedersachsen          | Straßenbahn |           |                     |        |           |              |       | 28.10.1897 |                    |                                          |
|                                           | Hannover                 | Niedersachsen          | Stadtbahn   |           |                     |        |           |              |       | 19.05.1893 |                    |                                          |
|                                           | Bielefeld                | NRW                    | Stadtbahn   |           |                     |        |           |              |       | 20.12.1900 |                    |                                          |
|                                           | Bochum/ Gelsenkirchen    | NRW                    | Stadtbahn   |           |                     |        |           |              |       | 23.11.1894 |                    |                                          |
|                                           | Bonn                     | NRW                    | Stadtbahn   |           |                     |        |           |              |       |            |                    |                                          |
|                                           | Köln                     | NRW                    | Stadtbahn   |           |                     |        |           |              |       |            |                    |                                          |
|                                           | Dortmund                 | NRW                    | Stadtbahn   |           |                     |        |           |              |       |            |                    |                                          |
|                                           | Duisburg                 | NRW                    | Stadtbahn   |           |                     |        |           |              |       |            |                    |                                          |
|                                           | Düsseldorf               | NRW                    | Stadtbahn   |           |                     |        |           |              |       |            |                    |                                          |
|                                           | Essen                    | NRW                    | Stadtbahn   |           |                     |        |           |              |       |            |                    |                                          |
|                                           | Krefeld                  | NRW                    |             |           |                     |        |           |              |       |            |                    |                                          |
|                                           | Mühlheim an der Ruhr     | NRW                    |             |           |                     |        |           |              |       |            |                    |                                          |
|                                           | Oberhausen               | NRW                    |             |           |                     |        |           |              |       |            |                    |                                          |
|                                           | Wuppertal                | NRW                    | Straßenbahn |           |                     |        |           |              |       |            |                    |                                          |
|                                           | Mainz                    | Rheinland-Pfalz        | Straßenbahn | 1000      | 29,7                | 5      |           |              |       |            |                    |                                          |
| Saarbahn                                  | Saarbrücken              | Saarland               | Tram-Train  |           |                     |        |           |              |       |            |                    | Saarbahn GmbH                            |
|                                           | Bad Schandau             | Sachsen                | Straßenbahn |           |                     |        |           |              |       |            |                    |                                          |
|                                           | Dresden                  | Sachsen                | Straßenbahn |           |                     |        |           |              |       |            |                    |                                          |
|                                           | Chemnitz                 | Sachsen                | Straßenbahn |           |                     |        |           |              |       |            |                    |                                          |
|                                           | Görlitz                  | Sachsen                | Straßenbahn |           |                     |        |           |              |       |            |                    |                                          |
|                                           | Leipzig                  | Sachsen                | Straßenbahn |           |                     |        |           |              |       |            |                    |                                          |
|                                           | Plauen                   | Sachsen                | Straßenbahn |           |                     |        |           |              |       |            |                    |                                          |
|                                           | Zwickau                  | Sachsen                | Tram-Train  |           |                     |        |           |              |       |            |                    |                                          |
|                                           | Dessau-Roßlau            | Sachsen-Anhalt         | Straßenbahn |           |                     |        |           |              |       |            |                    |                                          |
|                                           | Magdeburg                | Sachsen-Anhalt         | Straßenbahn |           |                     |        |           |              |       |            |                    |                                          |
|                                           | Halle (Saale)            | Sachsen-Anhalt         | Straßenbahn |           |                     |        |           |              |       |            |                    |                                          |
|                                           | Halberstadt              | Sachsen-Anhalt         | Straßenbahn |           |                     |        |           |              |       |            |                    |                                          |
|                                           | Naumburg (Saale)         | Sachsen-Anhalt         | Straßenbahn |           |                     |        |           |              |       |            |                    |                                          |
|                                           | Erfurt                   | Thüringen              | Straßenbahn |           |                     |        |           |              |       |            |                    |                                          |
|                                           | Gera                     | Thüringen              | Straßenbahn |           |                     |        |           |              |       |            |                    |                                          |
|                                           | Gotha                    | Thüringen              | Straßenbahn |           |                     |        |           |              |       |            |                    |                                          |
|                                           | Waltershausen            | Thüringen              | Straßenbahn |           |                     |        |           |              |       |            |                    |                                          |
|                                           | Jena                     | Thüringen              | Straßenbahn |           |                     |        |           |              |       |            |                    |                                          |
|                                           | Nordhausen               | Thüringen              | Tram-Train  |           |                     |        |           |              |       |            |                    |                                          |